# Estação Ferroviária de Caxarias
A Estação Ferroviária de Caxarias (nome anteriormente grafado como "Cacharias"), por vezes chamada de Caxarias-Fátima, é uma interface de passageiros da Linha do Norte, que serve a freguesia de Caxarias, no concelho de Ourém, em Portugal. Nesta estação efectuam-se os serviços Regional, Inter-regional e Intercidades, e os comboios internacionais Sud Expresso e Lusitânia Comboio Hotel.

## Descrição

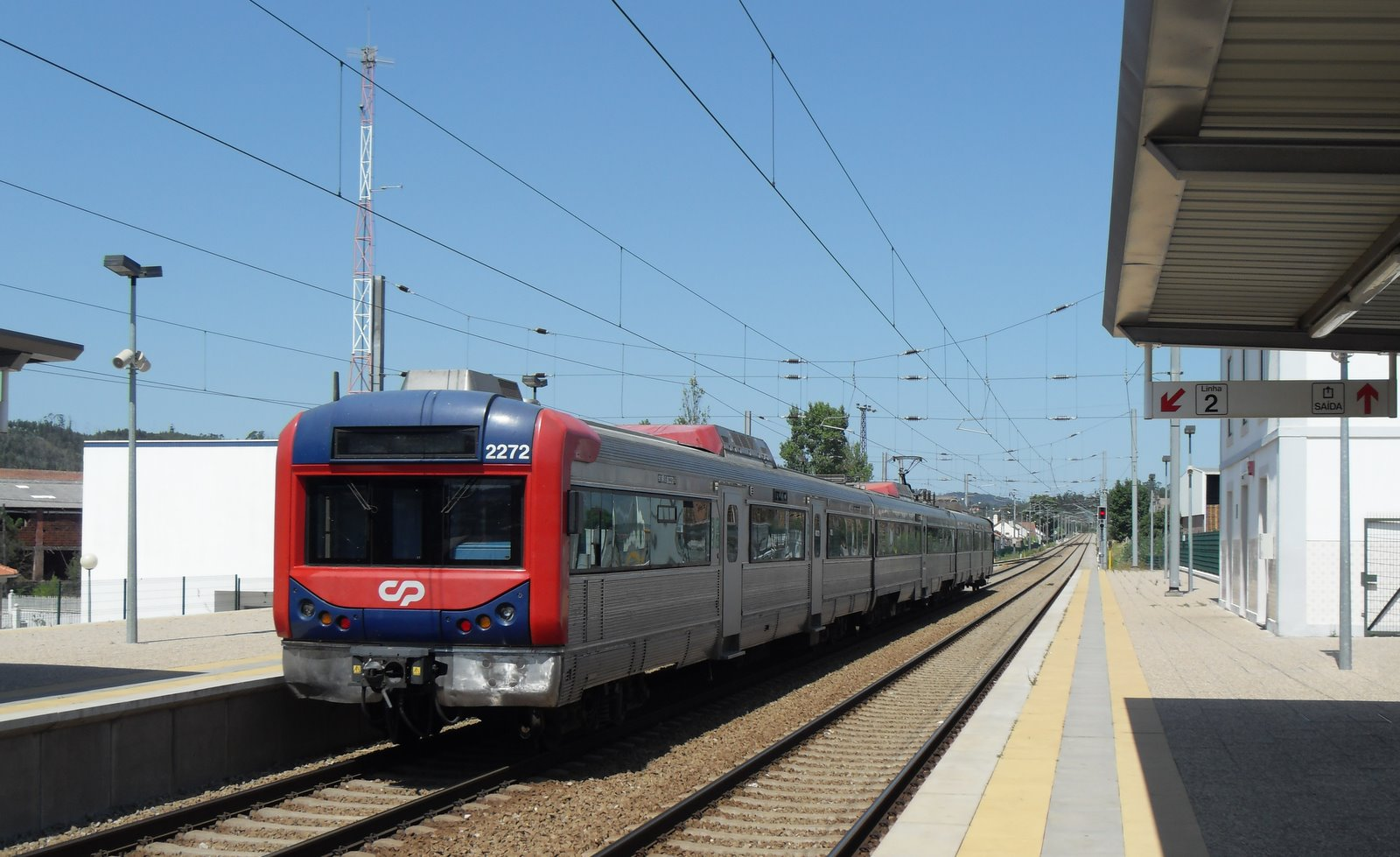
Automotora tipo 2240 em serviço regional em Caxarias, em 2009.

### Localização e acessos
Esta interface situa-se na localidade de Caxarias, junto ao Largo da Estação.

### Infraestrutura
Esta interface apresenta três vias de circulação (I, II, e III), duas com 679 e outra com 711 m de extensão e cada uma acessível por plataforma de 220 m de comprimento e 90 cm de altura. O edifício de passageiros situa-se do lado nordeste da via (lado direito do sentido ascendente, a Campanhã).
Situa-se perto desta interface, ao PK 136+000, a zona neutra de Caxarias que isola os troços da rede alimentados respetivamente pelas subestações de tração de Entroncamento e de Litém.

### Serviços
Em dados de 2023, esta interface é servida por comboios de passageiros da C.P. de tipo regional tipicamente com treze circulações diárias no sentido Coimbra-Entroncamento e onze no sentido inverso, que conta também com uma única circulação diária em serviço inter-regional.

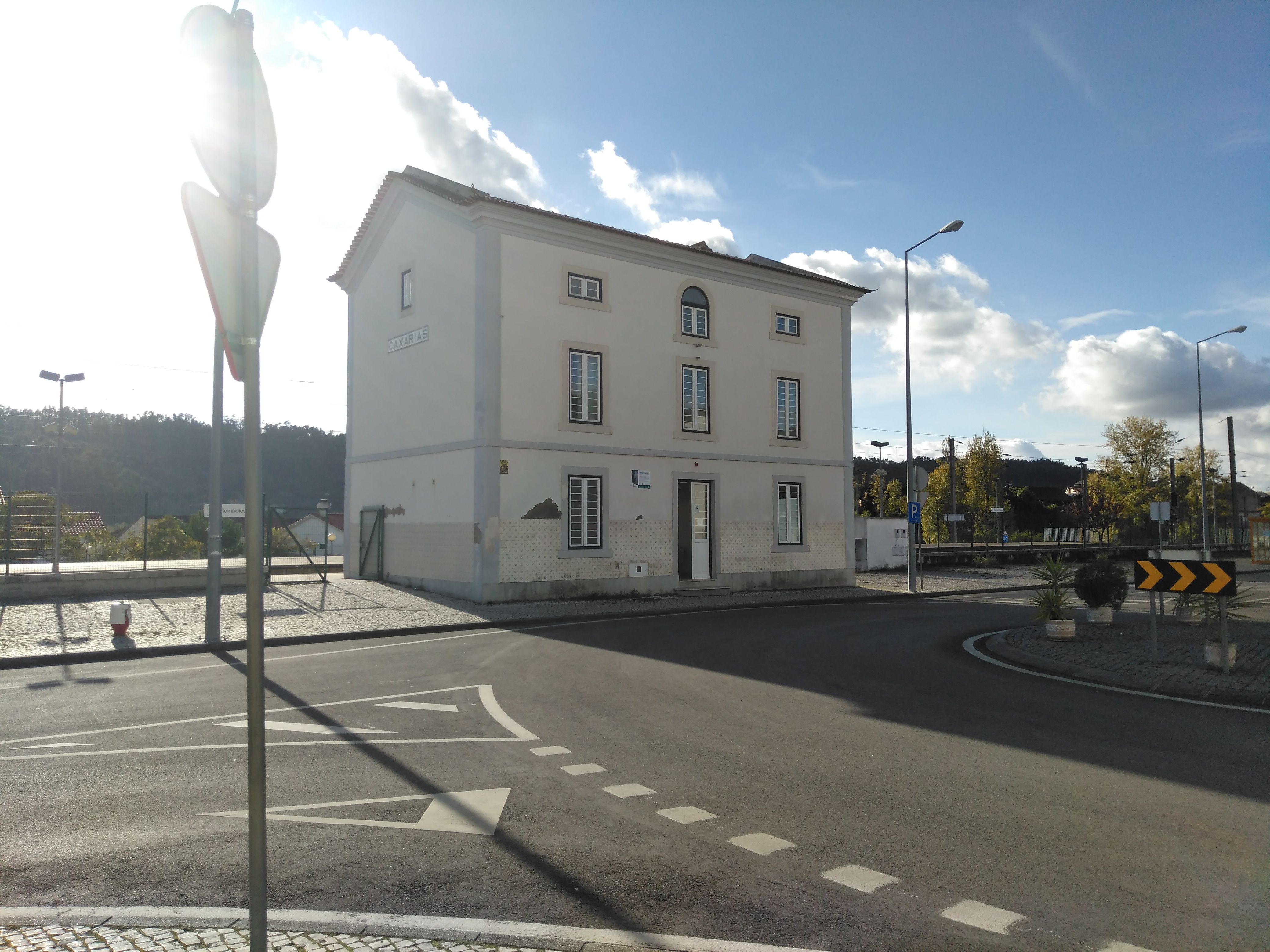
Edifício da estação, em 2018.

## História
Esta estação situa-se no troço entre Entroncamento e Soure da Linha do Norte, que abriu à exploração no dia 22 de Maio de 1864, pela Companhia Real dos Caminhos de Ferro Portugueses.
Em 1913, a estação de Caxarias era servida por carreiras de diligências até Rio de Couros, Freixianda e Alvaiázere.

Em Janeiro de 2011, esta estação possuía três vias de circulação, duas com 674 m de comprimento, e uma com 706 m, enquanto que as plataformas apresentavam 250 e 189 m de extensão, e 90 cm de altura — valores mais tarde ampliados para os atuais.